# 星島集團有限公司
星島集團有限公司（英語：Sing Tao Holdings Limited；港交所：233）是一間已結束的香港上市公司，曾擁有其前身星島有限公司。自星島有限公司於1951年成立，至1999年，公司一直由胡文虎家族直接或間接擁有，特別是胡文虎之女胡仙及孫兒胡督東。但財困的胡仙，於1999年將星島集團出售予基金公司Lazard，2001年Lazard再出售星島集團予何柱國旗下的泛華科技集團（現名星島新聞集團）。
2002年星島集團實物分派媒體業務予母公司，而母公司泛華，則出售只餘下房地產業務的星島集團予私人公司銘源投資集團借殼上市，成為銘源醫療。
全盛時期，星島集團不單擁有報章、印刷及房地產開發業務，還擁有星島保健中心（現栢立醫學化驗所）、星島全音（後改名銀星唱片）、星島旅遊、新科製藥、星島彩色沖印中心、星島體育會等等，但均已出售或結業。

## 歷史

### 創立
星島報業有限公司（英語：Sing Tao Newspapers Limited），初名星系報業（香港）有限公司（英語：Sin Poh Amalgamated (H.K.) Limited），創立於1951年，是星島日報社（創立於1938年）、星島晚報社的母公司。及後，由胡文虎兒子胡好協助創立，由胡好兒子胡督東繼承的《英文虎報》亦被併入星島報業有限公司旗下。胡督東則與姑媽胡仙一同為星島報業股東、董事之一。而胡文虎家族的其餘成員，亦擁有星島報業有限公司少部份股權，例如在1960年代擔任星島董事的胡一虎（胡仙之同父異母弟弟）。

### 第一次上市及私有化
星島報業曾於1972年上市，但於1985年被胡仙控制的澳洲上市公司私有化，變相將集團轉移至澳洲上市。私有化的代價是現金11.5港元加1股星島子公司的股份。及後，後者成為另一間上市公司怡勝太平洋，由澳洲財團Ariadne Australia控股。而Cereus Australia主要由胡仙及胡督東擁有。
上市與私有化的插曲是胡仙曾於1960年代與胡文虎家族其餘成員（包括胡文虎之弟胡文豹的子女）發生爭產，爭奪香港虎豹別墅及香港虎標永安堂的業權，以及虎標永安堂產品在香港的產權，而在由家族成員控股，在新加坡註冊的虎豹兄弟私人有限公司，則於1969年分拆部份業務上市，成為虎豹企業，惜於1971年被收購， 新加坡的胡文虎家族分支，從此失去大部份祖業。在1985年的星島報業私有化之中，胡文虎家族成員比其他公眾股東每股少4港元現金，但同時，胡文虎家族成員同意以每股2.06元出售Cinclus予澳洲財團借殼上市，變相胡文虎家族再次分家。
在第一次上市的時期，星島報業開始多元化發展，例如投得一塊位於荔枝角道的地皮自設印刷廠、貨倉，並計劃將其餘樓層出租，其後更設立唱片公司星島全音、沖印照片公司「星島彩色沖印中心」等等。

### 第二次上市
1985年，已私有化的星島報業有限公司，與香港上市公司怡勝太平洋合組財團，投得當年的「廣東道地王」，並於一年後轉手，現址被新買家發展為力寶太陽廣場，新太陽廣場及朗廷酒店。1986年3月（早於聯交所於同年4月2日開業），經過短暫私有化，星島報業有限公司改名星島有限公司（英語：Sing Tao Limited）重新上市，編號233。上市集資所得，據稱用作廣東道地王的建築費，但上市不足一年，該地盤已被出售。 星島集團及後再組上市公司基立實業集團投資房地產。1987年，星島又出售北角新聞大廈套現。
董建華（1980年代）、董建成（1990年代）曾長期擔任星島集團有限公司的獨立非執行董事。胡家、董家的交情，日後在胡仙案之中被受質疑。
集團於1989年使用（譯名星島集團有限公司） 作為名稱於百慕大註冊新控股公司，並代替星島有限公司的上市地位。但星島有限公司作為子公司存續至今（根據2019年數據，仍為星島新聞集團子公司）。
1989年6月，胡仙又通過Kargat Pty Limited（一間澳洲私人proprietary company）私有化星島集團的母公司：澳洲上市的Cereus Australia。截至1998年，胡仙透過相信在百慕大註冊的、個人持股、與鄧立人共同設立信託基金等等，擁有50.25%星島集團股權。
1990年代，星島集團曾購入上市公司玉郎集團（後改名文化傳信）的控股權，間接控制另一份報章《天天日報》。1990年代，星島集團更進軍加拿大房地產，一度擁有一半Colony Hotel權益（現為Chestnut Residence，多倫多大學的學生宿舍）及卑詩省樓盤Rosario Gardens、Evergreen Gardens等。根據李少南的《香港傳媒新世紀》，引用《當代》雜誌，1989年星島集團在房地產佔總投資21%、印刷佔11%、報章只佔50%；而報章只佔利潤7.7%；而玉郎集團則虧蝕。對比之下，在1997至98年財政年度，房地產開發佔集團收入7.76%、印刷業務佔29.42%、報章主業只佔62.37%。
但星島集團的擴張亦同時引發集團債台高築，並於1991年5月實施資產重組，引用馮邦彥的《香港企業併購經典》所述：「分拆星島集團與胡仙共同持有的投資」。

### 集團財困與沒落
1998年，星島集團捲入胡仙案，引用《香港特別行政區1998至99年度大事紀要》所述：「1998年3月17日，廉政公署檢控兩名在職高級行政人員和一名已離任的高級行政人員，指控他們誇大《英文虎報》和《星期日英文虎報》的發行量，串謀詐騙廣告客戶」。
1998年11月，星島集團出售文化傳信控股權（3.5億股或32%股本）予金網集團（或稱金網資本），餘下約1.2億股亦列作可供出售資產。
1998-99年，胡仙被受財困，據稱債主包括何英傑等，1999年，胡仙將星島集團出售予基金公司Lazard Asia（經子公司Astral Light Investments），但由何英傑的孫兒何柱國擔任獨立非執行董事及名譽主席；董事會主席則為張定遠。
2001年1月Lazard再出售星島集團控股權（佔51.36%股本）予何柱國旗下的上市公司泛華科技集團（簡稱：泛華集團；現名星島新聞集團；港交所：1105），作價3.56億港元，或每股1.65港元，並触发交易所全面收購條款，向公眾股東以相同價錢提出收購。完成交易後董事會主席改由何柱國擔任。雖然及後泛華集團為了維持公眾持股量的上市規定，向公眾重新放售股票，但泛華集團仍控股星島集團高達74.5%權益。
但在翌年（2002年），星島集團卻被支解，先是出售部分印刷業務南華印刷（1988） 、洛文財經印刷，卓越印刷及予CVC Capital Partners及花旗集团聯手的財團套現，作價3.98億港元（經調整），比賬面值約有溢價1.55億港元，再於8月實物分派開曼群島註冊的子公司（譯名：星島媒體）的股份為特別息，每股星島集團的股東分派1股星島媒體，予母公司泛華科技集團及公眾股東。同時，泛華集團亦向公眾股東提出收購星島媒體的股份，以1.75股泛華集團新股換取1股星島媒體，變相股換股全面收購星島集團主要業務。星島媒體擁有報章、雜誌出版的資產，及Colony Hotel的權益等。
星島集團餘下部份則變成殼股，於2002年8月出售予他人借殼上市，作價每股約0.524港元。據公司估計，餘下業務的資產淨值為1.05億港元，不足分派星島媒體之前的15%（使用2001年12月31日數據）。亦換轉說，泛華科技集團以星島集團每股1.65港元與0.524港元的差價，便擁有了星島集團的主要業務星島媒體。
在被支解前夕，星島集團於2002年首季收購了兩份香港雜誌《Teens》及《東Touch》:15，專注傳媒業務。後者原由競爭對手東方報業集團創立。